# Messiers katalog
Messiers katalog er en liste med astronomiske objekter udenfor Solsystemet, udarbejdet fra 1758 til 1781 af den franske astronom Charles Messier. Listen er opstillet fra M1 til M110 (dog er M101 og M102 identiske, M42 og M43 dækker det samme objekt og M91 kan ikke reproduceres).
Charles Messier var kometjæger og påbegyndte arbejdet på sit katalog, da han i 1758 fejlagtigt antog, at Krabbetågen var en komet. For at undgå lignende fejl i fremtiden begyndte han at registrere objekter, der kunne forveksles med kometer. I 1771 udgav Messier i Mémoires de l'Académie sin første version af listen, der indeholdt 45 objekter. I 1780 udgav han i Connaissance des Temps en ny liste med 23 nye objekter tilføjet. Med hjælp fra Pierre Méchain kom hans sidste version af listen op på 103 objekter og blev udgivet i Connaissance des Temps i 1784. De sidste syv objekter er ikke tilføjet af Messier selv, men er objekter han havde observeret ifølge hans efterladte papirer. Messierkataloget består ud over supernovaresten Krabbetågen (M1) af 10 andre tåger, 38 galakser, 55 stjernehobe, 1 dobbeltstjerne og 5 fejlobservationer.
Selv i dag anvendes Messiers numre hyppigt i astronomien og listen er meget populær blandt amatørastronomer, da alle objekterne kan ses i mindre kikkerter. Samtidig befinder de sig alle på den samme (nordlige) himmelhalvkugle og kan derfor under gunstige forhold observeres fra Europa og Nordamerika – hvor de fleste amatørastronomer bor.

## Katalogliste

### Stjernerester
- M1 Krabbetågen — supernovarest i Tyren.
- M27 Håndvægttågen — planetarisk tåge i Ræven.
- M57 Ringtågen — planetarisk tåge i Lyren.
- M76 — planetarisk tåge i Perseus.
- M97 Ugletågen — planetarisk tåge i Store Bjørn.

Bemærk at Eskimotågen (NGC 2392), Helixtågen (NGC 7293), Cygnusbuen (NGC 6960) og Vela-supernovaresten (NGC 2736) ikke er messierobjekter.

### Stjernehobe
- M2 — kuglehob i Vandmanden.
- M3 — kuglehob i Jagthundene.
- M4 — kuglehob i Skorpionen.
- M5 — kuglehob i Slangens Hoved.
- M6 Sommerfuglehoben — åben stjernehob i Skorpionen.
- M7 — åben stjernehob i Skorpionen.
- M9 — kuglehob i Slangeholderen.
- M10 — kuglehob i Slangeholderen.
- M11 Vildandehoben — åben stjernehob i Skjoldet.
- M12 — kuglehob i Slangeholderen.
- M13 — Den store kuglehob i Herkules.
- M14 — kuglehob i Slangeholderen.
- M15 — kuglehob i Pegasus.
- M18 — åben stjernehob i Skytten.
- M19 — kuglehob i Slangeholderen.
- M21 — åben stjernehob i Skytten.
- M22 — kuglehob i Skytten.
- M23 — åben stjernehob i Skytten.
- M25 — åben stjernehob i Skytten.
- M26 — åben stjernehob i Skjoldet.
- M28 — kuglehob i Skytten.
- M29 — åben stjernehob i Svanen.
- M30 — kuglehob i Stenbukken.
- M34 — åben stjernehob i Perseus.
- M35 — åben stjernehob i Tvillingerne.
- M36 — åben stjernehob i Kusken.
- M37 — åben stjernehob i Kusken.
- M38 — åben stjernehob i Kusken.
- M39 — åben stjernehob i Svanen.
- M41 — åben hob i Store Hund.
- M44 Bistadet — åben stjernehob i Krebsen.
- M45 Plejaderne — åben stjernehob i Tyren.
- M46 — åben stjernehob i Agterskibet.
- M47 — åben stjernehob i Agterskibet.
- M48 — åben stjernehob i Søslangen.
- M50 — åben stjernehob i Enhjørningen.
- M52 — åben stjernehob i Cassiopeia.
- M53 — kuglehob i Berenikes Lokker.
- M54 — kuglehob i Skytten.
- M55 — kuglehob i Skytten.
- M56 — kuglehob i Lyren.
- M62 — kuglehob i Slangeholderen.
- M67 — åben stjernehob i Krebsen.
- M68 — kuglehob i Søslangen.
- M69 — kuglehob i Skytten.
- M70 — kuglehob i Skytten.
- M71 — kuglehob i Pilen.
- M72 — kuglehob i Vandmanden.
- M75 — kuglehob i Skytten.
- M79 — kuglehob i Haren.
- M80 — kuglehob i Skorpionen.
- M92 — kuglehob i Herkules.
- M93 — åben stjernehob i Agterskibet.
- M103 — åben stjernehob i Cassiopeia.
- M107 — kuglehob i Slangeholderen. Indført i 1947 af Helen Sawyer Hogg.

### Gas- og støvtåger
- M8 Lagunetågen — emissionståge i Skytten.
- M16 Ørnetågen — emissionståge i Slangens Hale.
- M17 Svane-, Omega- eller Hesteskotågen — emissionståge i Skytten.
- M20 Trifidtågen — emissions- og refleksionståge i Skytten.
- M42/43 Oriontågen — emissionståge i Orion.
- M78 — refleksionståge i Orion.

Bemærk at Hestehovedtågen (B33), Eta Carinae-tågen (NGC 3372), Nordamerikatågen (NGC 7000), Taranteltågen (NGC 2070), Rosettetågen (NGC 2244) og California-tågen (NGC 1499) ikke er messierobjekter.

### Galakser
- M31 Andromedagalaksen — spiralgalakse (Sb) i Andromeda.
- M32 — elliptisk galakse (E2) i Andromeda.
- M33 Trekantgalaksen — spiralgalakse (Sc) i Trianglen.
- M49 — elliptisk galakse (E4) i Jomfruen.
- M51 Malstrømsgalaksen[2] — spiralgalakse (Sc) og irregulær galakse (I) i Jagthundene.
- M58 — spiralgalakse (Sb) i Jomfruen.
- M59 — elliptisk galakse (E5) i Jomfruen.
- M60 — elliptisk galakse (E1) i Jomfruen.
- M61 — spiralgalakse (Sc) i Jomfruen.
- M63 — spiralgalakse (Sb) i Jagthundene.
- M64 (“Black Eye Galaxy”) — spiralgalakse (Sb) i Berenikes Lokker.
- M65 — spiralgalakse (Sb) i Løven.
- M66 — spiralgalakse (Sb) i Løven.
- M74 — spiralgalakse (Sc) i Fiskene.
- M77 — spiralgalakse (Sb) i Hvalfisken.
- M81 — spiralgalakse (Sb) i Store Bjørn.
- M82 — irregulær galakse (I) i Store Bjørn.
- M83 — bjælkegalakse (SBd) i Søslangen.
- M84 — elliptisk galakse (E1) i Jomfruen.
- M85 — elliptisk/spiralgalakse i Berenikes Lokker.
- M86 — elliptisk galakse (E3) i Jomfruen.
- M87 - Den elliptiske kæmpegalakse — (E1) i Jomfruen.
- M88 — spiralgalakse (Sb) i Berenikes Lokker.
- M89 — elliptisk galakse i Jomfruen.
- M90 — spiralgalakse (Sb+) i Jomfruen.
- M94 — spiralgalakse (Sb) i Jagthundene.
- M95 — bjælkegalakse (SBb) i Løven.
- M96 — spiralgalakse (Sb) i Løven.
- M98 — spiralgalakse (Sb) i Berenikes Lokker.
- M99 — spiralgalakse (Sc) i Berenikes Lokker.
- M100 — spiralgalakse (Sc) i Berenikes Lokker.
- M101/102 — spiralgalakse (Sc) i Store Bjørn.
- M104 Sombrero-galaksen — spiralgalakse (Sb-) i Jomfruen. Indført i 1921 af Camille Flammarion.
- M105 — elliptisk galakse (E1) i Løven. Indført i 1947 af Helen Sawyer Hogg.
- M106 — spiralgalakse (Sb) i Jagthundene. Indført i 1947 af Helen Sawyer Hogg.
- M108 — spiralgalakse (Sc) i Store Bjørn. Indført i 1953 af Owen Gingerich.
- M109 — bjælkegalakse (SBb+) i Store Bjørn. Indført i 1953 af Owen Gingerich.
- M110 — dværgellipsegalakse (E3) i Andromeda. Indført i 1967 af K. Glyn Jones.

### Diverse
- M24 — et stykke af Mælkevejen i Skytten.
- M40 — dobbeltstjerne i Store Bjørn.
- M73 — mulig åben stjernehob, som i 2002 blev fastslået at være en asterisme i Mælkevejen i Vandmanden.
- M91 — et 'forsvundet' messierobjekt i Berenikes Lokker. Galakserne M58 og NGC 4548 er foreslået som M91, samt en komet fra 1781.

## Eksempler
- M1 Krabbetågen
- M20 Trifidtågen
- M24 et stykke af Mælkevejen
- M40 dobbeltstjerne i Store Bjørn
- M51 Malstrømsgalaksen
- M57 Ringtågen i Lyren
- M92 kuglehoben i Hercules
- M104 Sombrerogalaksen